# Ісмет Муєзінович
Ісмет Муєзінович (2 грудня 1907, Тузла — 7 січня 1984, Тузла) — боснійський художник.

## Біографія

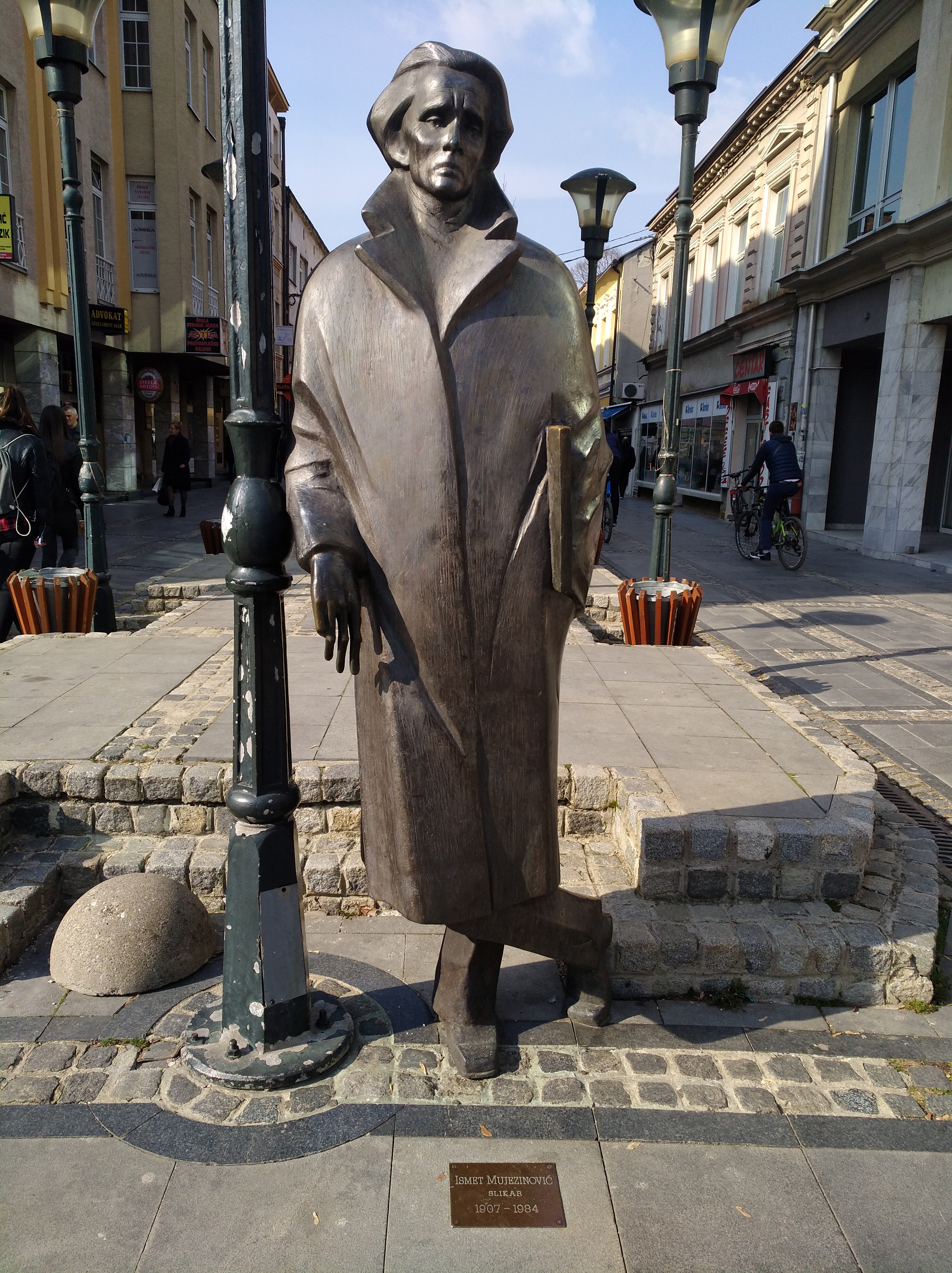
Пам'ятник Ісмету Муєзіновичу в Тузлі

Ісмет Муєзінович народився 2 грудня 1907 року в Тузлі. Він закінчив Академію образотворчих мистецтв у Загребі. Після закінчення університету проживав у Франції, де вивчав історію мистецтва в Сорбоні. У жовтні 1926 року організував свою першу персональну виставку в Сараєво. Перші картини написані у конструктивній формі, серед них найкращі — портрети родини Чалдаровичів, написані у 1927 році під час літніх канікул у Бієліні. Два роки перебування в Парижі, з 1931 по 1933 рік, були дуже продуктивними. Він поширив свій інтерес на інші галузі, особливо літературу, театр і кіно, вивчав історію мистецтва. Перед поверненням до Сараєво, де він нарешті оселиться в 1936 році, Муєзінович залишився в Загребі, в Академії в 1933 році та в Спліті в 1935 році. З 1947 року він зосередився на одній великій темі: зображення переправи через Неретву, якій буде підпорядковане все інше. Закінчив великий цикл «Переправа через Неретву» не менш чудовою картиною повстання, а потім переїхав до рідної Тузли.
Помер у Тузлі 7 січня 1984 року. На його честь міжнародна студія та одна з двох середніх шкіл Тузли носять ім'я Ісмета Муєзіновича.

## Творчість
Вперше він виставився у Белграді в 1930 році. Портрети селян, виконані в пастельних тонах — перші та значні твори Ісмета Муєзіновича. Протягом років діяльності, перебуваючи в Парижі, Загребі, Бієліні, Спліту, Градаці, Тузлі, Белграді, Сараєво, Муєзінович створив численні малюнки виняткової якості та актуальності. Також мав виставки як в Югославії, так і за кордоном. Муєзінович підготував велику кількість олійних композицій Національно-визвольної війни. Роботи Муєзіновича можна знайти в художніх галереях, музеях, громадських будівлях Боснії та Герцеговини та в приватних колекціях. Він залишив після себе виняткові полотна, створені в період з 1925 року до кінця восьмого десятиліття 20 століття. Полотна початку 1945 року найчастіше написані на тему біженців, у свіжо-зеленій гамі в неоромантичному дусі, що нагадували довоєнні картини. На виставках найбільше уваги привертає його колористичний живопис. Поетичний реалізм, інтимність та колоризм розчиняють соціальний та ідеологічний зміст.

## Твори
- Жниварки
- Перекус на сайті роботи
- Портрет Марії
- Портрет Романа Петровича
- Кур'єр, малюнок пером, чорнило
- Портрет маршала Тіто, кольорова ліногравюра
- Переправа через Неретву
- Порушення
- Перевезення поранених
- Груди до грудей, малюнок

## Досягнення
- У 1964 році разом з Мевлудіном Екмечичем заснував Галерею видатних особистостей, тобто Галерею югославського портрета, першу та єдину на території СФР Югославії.
- Був членом Академії наук і мистецтв Боснії та Герцеговини
- Ісмет Муєзінович — засновник Школи образотворчих мистецтв у Сараєво, групи Collegium Artisticum та Асоціації художників Боснії та Герцеговини. * Муєзінович входив до Товариства великих боснійських художників, куди входили також Воя Димитрієвич, Міца Тодорович, Даніель Озма та Роман Петрович

## Нагороди
- 1979 — Шоста квітнева премія міста Сараєво;